# Eric Andriantsitohaina
Eric Herman Andriantsitohaina, né le 21 juillet 1991, est un haltérophile malgache.

## Carrière
Eric Andriantsitohaina évolue d'abord dans la catégorie des moins de 56 kg. Il remporte la médaille d'or à l'épaulé-jeté et deux médailles de bronze à l'arraché et au total aux championnats d'Afrique 2013 à Casablanca puis trois médailles de bronze aux Jeux africains de 2015 à Brazzaville et trois médailles d'argent aux championnats d'Afrique 2016 à Yaoundé ainsi qu'aux championnats d'Afrique 2017 à Vacoas.
Dans la catégorie des moins de 55 kg, il est triple médaillé d'or aux championnats d'Afrique 2019 au Caire. Il est double médaillé d'argent à l'épaulé-jeté et au total et médaillé de bronze à l'arraché aux Jeux africains de 2019 à Rabat dans la catégorie des moins de 61 kg.
Il est triple médaillé de bronze aux championnats d'Afrique 2021 à Nairobi dans la catégorie des moins de 61 kg.
Il est nommé porte-drapeau de la délégation malgache aux Jeux olympiques d'été de 2020 à Tokyo avec la judokate Damiella Nomenjanahary.
Il est triple médaillé d'or aux Jeux africains de 2023 à Accra dans la catégorie des moins de 55 kg.

## Famille
Il est le frère de Tojonirina Andriantsitohaina, lui aussi haltérophile.